# کاج‌زنگان
کاج‌زنگان (نام علمی: Cronartiaceae) نام یک تیره از راسته زنگار است.